# Sokolica (Bartoszyce)
Sokolica (deutsch Falkenau, Kreis Friedland/Bartenstein) ist ein Dorf im Norden der polnischen Woiwodschaft Ermland-Masuren. Es liegt im Powiat Bartoszycki (Kreis Bartenstein (Ostpr.)) und gehört zur Gmina Bartoszyce (Landgemeinde Bartenstein).

## Geographische Lage und Verkehrsanbindung
Das Kirchdorf liegt in der historischen Region Ostpreußen, etwa 14 Kilometer südöstlich der Kreisstadt Bartoszyce (Bartenstein) und neun Kilometer südsüdwestlich von Sępopol (Schippenbeil).

## Geschichte
Im Jahr 1785 wird Falkenau als ein königliches Bauerndorf mit einer Kirche und 32 Feuerstellen (Haushaltungen) beschrieben.
Die Gemeinde Falkenau  – bis 1927 im Landkreis Friedland gelegen – wurde am 4. Mai 1930 namensgebender Ort des bisherigen Amtsbezirks Wöterkeim, der damals in „Amtsbezirk Falkenau“ umbenannt wurde. Wöterkeim und Falkenau blieben bis 1945 die beiden einzigen zu diesem Amtsbezirk gehörenden Gemeinden. Im Jahre 1910 lebten in Falkenau 383 Einwohner, 1933 waren es 553, 1939 dann 552.
Falkenau gehörte bis 1945 zum Landkreis Bartenstein (Ostpr.) im Regierungsbezirk Königsberg der preußischen Provinz Ostpreußen im Deutschen Reich.
Nach Besetzung durch die Rote Armee im Frühjahr 1945 gegen Ende des Zweiten Weltkriegs wurde Falkenau  von der Sowjetunion der Volksrepublik Polen zur Verwaltung überlassen. Der Ortsname Falkenau wurde nun zu „Sokolica“ polonisiert. In der Folgezeit wurde die einheimische Bevölkerung von der polnischen Administration aus dem Kreisgebiet vertrieben.
Das Dorf war bis 1954 Sitz einer eigenen Gemeinde (Gmina) und ist heute Schulzenamt innerhalb der Landgemeinde Bartoszyce im gleichnamigen Powiat der Woiwodschaft Ermland-Masuren (1975–1998 Woiwodschaft Allenstein).

## Kirche

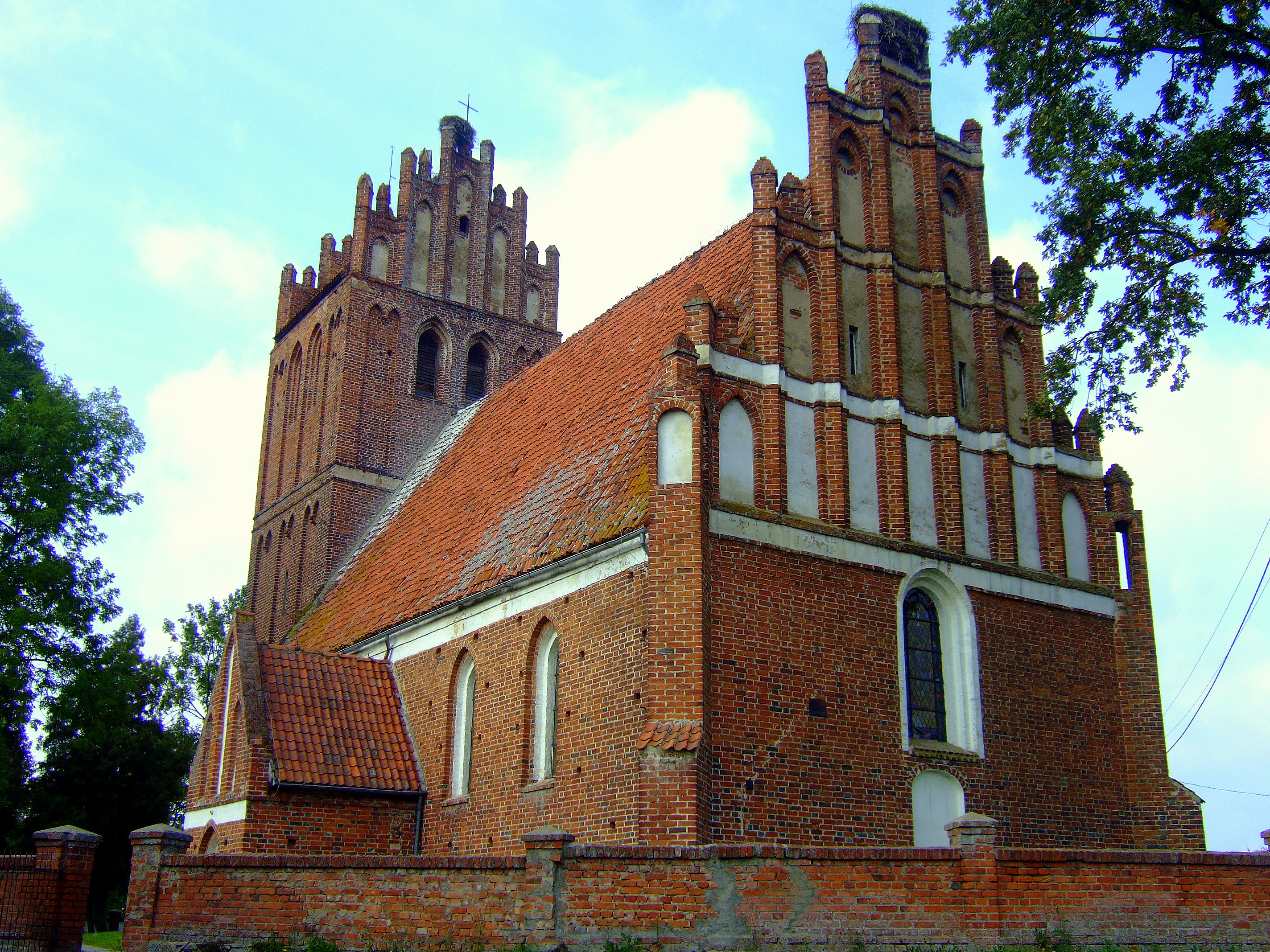
Pfarrkirche

### Kirchengebäude
Bei der Pfarrkirche in Sokolica handelt es sich um eine gut erhaltene Ordenskirche aus den Jahren 1350 bis 1360. Der Turmoberbau stammt aus der Wende vom 14. zum 15. Jahrhundert, die Vorhalle im Süden wurde im 15. Jahrhundert angebaut. Im Kircheninnern befinden sich Reste eines Altars aus der Zeit von 1420 bis 1430, überdeckt wird es von einer flachen Holzdecke. Bei Renovierungsarbeiten entdeckte man 1896 Wandmalereien aus der Zeit um 1500.
Zwischen 1525 und 1945 war die Kirche ein evangelisches Gotteshaus. Das Gebäude wurde dann zugunsten der katholischen Kirche enteignet. Es trägt heute den Namen Kościół Święty Anny (St.-Annen-Kirche).

### Kirchengemeinde
Falkenau war bereits in vorreformatorischer Zeit ein Kirch- und Pfarrdorf. Die Reformation hielt hier bereits sehr früh Einzug. Zwischen 1525 und 1533 war Falkenau mit Groß Schwansfeld (heute polnisch: Łabędnik) verbunden, danach amtierten hier bis 1945 eigene evangelische Geistliche. Anfangs zur Inspektion Rastenburg (Kętrzyn) zugehörig, wurde Falkenau ein Kirchspiel innerhalb des Kirchenkreises Friedland (heute russisch: Prawdinsk), danach im Kirchenkreis Bartenstein (Bartoszyce) in der Kirchenprovinz Ostpreußen der Kirche der Altpreußischen Union.
Aufgrund von Flucht und Vertreibung sank die Zahl der Falkenauer evangelischen Deutschen gegen Null. In Sokolica siedelten sich überwiegend katholische Polen an, denen nun die Dorfkirche zu ihrem Gotteshaus wurde. 1962 wurde in Sokolica eine Pfarrei errichtet, zu der der Śmiardowo (Schmirdtkeim) ein Filialort wurde. Die Pfarrei Sokolica gehört zum Dekanat Sępopol (Schippenbeil) innerhalb des Erzbistums Ermland der Katholischen Kirche in Polen.
In Sokolica lebende evangelische Kirchenglieder gehören jetzt zur Kirchengemeinde in Bartoszyce, die ihrerseits eine Filialkirche von Kętrzyn (Rastenburg) in der Diözese Masuren der Evangelisch-Augsburgischen Kirche in Polen ist.

### Kirchspielorte (bis 1945)
Zum Kirchspiel Falkenau gehörten vor 1945 die Orte:
- Falkenau (polnisch Sokolica)
- Grudshöfchen (Gruda)
- Maxkeim (Maszewy)
- Rosenort (Różyna).

### Pfarrer (1533 bis 1945)
Als evangelische Geistliche amtierten in Falkenau 23 Pfarrer:
- NN., bis 1538
- Esticampianks, 1545
- NN., bis 1556
- NN., bis 1558
- Michael Harenius, 1579, 1599
- Johann Kluge, 1615–1618
- Georg Schwartz, 1623, 1632
- Georg Kleibitz
- Georg Bliesner, 1655–1670
- Matthias Jacobi, 1670–1696
- Christian Heinrich Gebuhr, 1697–1735
- Laurentius Bödner, 1735–1771
- Abraham Simon Roscius, 1766–1780
- Gerhard Gottfried Vogler, 1781–1786
- Johann Daniel Schmidt, 1787–1792
- Johann Friedrich Worm, 1792–1793
- Abraham Becker, 1794–1836, anlässlich des 50-jährigen Amtsjubiläums als Lehrer und Prediger am 28. Oktober 1832 Verleihung des Roten Adlerordens 4. Klasse[11]
- Wilhelm Frank,  ab 1837
- Magnus Großjohann, 1859–1867[12]
- Carl Ludwig Milau, 1867–1889[12]
- Johannes Adolf V. Hübner, 1889–1922
- Ferdinand Todtenhaupt, ab 1923
- Richard Daudert, bis 1945

### Kirchenbücher
Von den Kirchenbuchunterlagen aus der Zeit vor 1945 haben sich erhalten und werden im Evangelischen Zentralarchiv in Berlin-Kreuzberg aufbewahrt:
- Taufen: 1670 bis 1850
- Trauungen: 1670 bis 1849 (ohne 1679 bis 1699)
- Beerdigungen: 1671 bis 1849.

## Verkehr
Über das Straßennetz ist der Ort über  eine Nebenstraße zu erreichen, die Sępopol (Schippenbeil) und Wiatrowiec (Wöterkeim) mit Łabędnik (Groß Schwansfeld) an der polnischen Woiwodschaftsstraße 592 (ehemalige deutsche Reichsstraße 135) verbindet.